# James Ramsey Murray
James Ramsey Murray, född 7 mars 1841 i Ballard Vale i Andover i Massachusetts i USA, död 10 mars 1905 i Cincinnati i Ohio, var en amerikansk sångförfattare och kompositör.

## Sånger
- I sin kärlek rik och stor
- En vän jag har i Jesus